# Tammuna
Koordinaten: 57° 57′ N, 22° 0′ O
Tammuna ist ein Dorf (estnisch küla) auf der größten estnischen Insel Saaremaa. Es gehört zur Landgemeinde Saaremaa (bis 2017: Landgemeinde Torgu) im Kreis Saare.
Der Ort an der Südwest-Küste der Halbinsel Sõrve hat fünf Einwohner (Stand 31. Dezember 2011).